# Persone di nome Ignacio
| Questa pagina contiene informazioni ricavate automaticamente dalle voci biografiche con l'ausilio del template Bio e di un bot. L'aggiornamento è periodico e automatico e ricostruisce completamente la pagina. Se manca una persona in questa lista, sei pregato di non aggiungerla, ma accertati piuttosto che la sua voce biografica contenga il template Bio e che i dati anagrafici siano correttamente compilati. Se il template Bio manca, inseriscilo tu stesso o, in alternativa, metti l'avviso {{tmp\|Bio}} che ne segnala la mancanza. Se i dati riportati sono sbagliati, correggi direttamente la voce biografica; le modifiche saranno visibili in questa lista entro pochi giorni. Per chiarimenti vedi il progetto antroponimi. La lista contiene solo le 169 persone che sono citate nell'enciclopedia e per le quali è stato implementato correttamente il template Bio. Pagina aggiornata al 22 lug 2025. |

Questa è una lista di persone presenti nell'enciclopedia che hanno il nome Ignacio, suddivise per attività principale.

## Allenatori di calcio(3)
- Ignacio Eizaguirre, allenatore di calcio e calciatore spagnolo (San Sebastián, n. 1920 - San Sebastián, † 2013)
- Ignacio Ithurralde, allenatore di calcio e ex calciatore uruguaiano (Montevideo, n. 1983)
- Ignacio Jáuregui, allenatore di calcio e ex calciatore messicano (Guadalajara, n. 1938)

## Allenatori di pallacanestro(2)
- Natxo Lezkano, allenatore di pallacanestro spagnolo (Portugalete, n. 1972)
- Nacho Yáñez, allenatore di pallacanestro e ex cestista spagnolo (Madrid, n. 1973)

## Allenatori di pugilato(1)
- Nacho Beristáin, allenatore di pugilato messicano (Actopan, n. 1939)

## Antropologi(1)
- Ignacio Bernal, antropologo, archeologo e storico messicano (Parigi, n. 1910 - Città del Messico, † 1992)

## Arcivescovi cattolici(1)
- Ignacio Francisco Ducasse Medina, arcivescovo cattolico cileno (Santiago del Cile, n. 1956)

## Astronomi(1)
- Ignacio Ramón Ferrín Vázquez, astronomo venezuelano (Vigo, n. 1943)

## Attori(4)
- Ignacio López Tarso, attore e politico messicano (Città del Messico, n. 1925 - Città del Messico, † 2023)
- Nacho Martínez, attore spagnolo (Mieres, n. 1952 - Oviedo, † 1996)
- Ignacio Rogers, attore e regista argentino (Buenos Aires, n. 1987)
- Ignacio Serricchio, attore argentino (Buenos Aires, n. 1982)

## Attori pornografici(1)
- Nacho Vidal, ex attore pornografico spagnolo (Mataró, n. 1973)

## Aviatori(1)
- Ignacio Hidalgo de Cisneros, aviatore e generale spagnolo (Vitoria, n. 1894 - Bucarest, † 1966)

## Bassisti(1)
- Nacho Canut, bassista spagnolo (Valencia, n. 1957)

## Cantautori(1)
- Nacio Herb Brown, cantautore e compositore statunitense (Deming, n. 1896 - San Francisco, † 1964)

## Cavalieri(1)
- Ignacio Rambla, cavaliere spagnolo (Jerez de la Frontera, n. 1964)

## Cestisti(12)
- Nacho Azofra, ex cestista spagnolo (Madrid, n. 1969)
- Ignacio Chavira, cestista messicano (Ojinaga, n. 1936 - † 1994)
- Nacho Llovet, cestista spagnolo (Barcellona, n. 1991)
- Ignacio Ochoa, cestista argentino (Neuquén, n. 1979)
- Nacho Ordín, ex cestista spagnolo (Monzón, n. 1978)
- Ignacio Pinedo, cestista e allenatore di pallacanestro spagnolo (San Sebastián, n. 1925 - Madrid, † 1991)
- Ignacio Poletti, cestista argentino (Santa Fe, n. 1930 - Buenos Aires, † 2023)
- Ignacio Ramos, cestista e allenatore di pallacanestro filippino († 2012)
- Ignacio Romo, cestista messicano (Guaymas, n. 1924 - Calexico, † 2007)
- Ignacio Rosa, cestista spagnolo (Badalona, n. 1999)
- Ignacio Solozábal, ex cestista spagnolo (Barcellona, n. 1958)
- Iñaki de Miguel, ex cestista spagnolo (Madrid, n. 1973)

## Ciclisti su strada(1)
- Ignacio García Camacho, ex ciclista su strada spagnolo (Cieza, n. 1968)

## Compositori(1)
- Ignacio Cervantes, compositore cubano (L'Avana, n. 1847 - L'Avana, † 1905)

## Contrabbassisti(1)
- Ignacio Varchausky, contrabbassista, produttore discografico e scrittore argentino (Buenos Aires, n. 1976)

## Criminali(1)
- Ignacio Coronel Villarreal, criminale messicano (Canelas, n. 1954 - Zapopan, † 2010)

## Designer(1)
- Nacho Lavernia, designer spagnolo (Valencia, n. 1950)

## Dirigenti sportivi(1)
- Nacho Rodríguez, dirigente sportivo e ex cestista spagnolo (Malaga, n. 1970)

## Generali(2)
- Ignacio A. Bravo, generale messicano (Guadalajara, n. 1835 - El Paso, † 1918)
- Ignacio Zaragoza, generale e politico messicano (Presidio La Bahía, n. 1829 - Puebla de Zaragoza, † 1862)

## Gesuiti(2)
- Ignacio Ellacuría, gesuita, filosofo e teologo spagnolo (Portugalete, n. 1930 - San Salvador, † 1989)
- Ignacio Martín-Baró, gesuita, psicologo e insegnante spagnolo (Valladolid, n. 1942 - San Salvador, † 1989)

## Giornalisti(1)
- Ignacio Manuel Altamirano, giornalista, politico e scrittore messicano (Tixtla, n. 1834 - Sanremo, † 1893)

## Hockeisti su pista(1)
- Ignacio Alabart, hockeista su pista spagnolo (La Coruña, n. 1996)

## Hockeisti su prato(2)
- Ignacio Macaya, hockeista su prato spagnolo (Barcellona, n. 1933 - Barcellona, † 2006)
- Ignacio Ortiz, hockeista su prato argentino (n. 1987)

## Medici(1)
- Ignacio Ponseti, medico spagnolo (Ciutadella de Menorca, n. 1914 - Iowa City, † 2009)

## Militari(2)
- Ignacio Allende, militare messicano (San Miguel de Allende, n. 1769 - Chihuahua, † 1811)
- Ignacio Álvarez Thomas, militare e politico argentino (Arequipa, n. 1787 - Buenos Aires, † 1857)

## Navigatori(1)
- Ignacio de Arteaga, navigatore e esploratore spagnolo (Aracena, n. 1731 - † 1783)

## Neuroscienziati(1)
- Ignacio Provencio, neuroscienziato statunitense (n. 1965)

## Patrioti(1)
- Ignacio Agramonte, patriota cubano (Puerto Príncipe, n. 1841 - Jimaguayú, † 1873)

## Piloti motociclistici(2)
- Nacho Calero, pilota motociclistico spagnolo (Valencia, n. 1991)
- Ignacio Casale, pilota motociclistico cileno (Santiago del Cile, n. 1987)

## Pittori(4)
- Ignacio León y Escosura, pittore, antiquario e collezionista d'arte spagnolo (Oviedo, n. 1834 - Toledo, † 1901)
- Ignacio Pinazo Camarlench, pittore spagnolo (Valencia, n. 1849 - Godella, † 1916)
- Ignacio Zuloaga, pittore spagnolo (Eibar, n. 1870 - Madrid, † 1945)
- Ignacio de Ries, pittore spagnolo (Fiandre - Siviglia)

## Politici(6)
- Ignacio Andrade, politico venezuelano (Mérida, n. 1839 - Macuto, † 1925)
- Ignacio Garriga, politico spagnolo (San Cugat del Vallés, n. 1987)
- Ignacio María González, politico dominicano (Santo Domingo, n. 1838 - Santo Domingo, † 1915)
- Ignacio Iglesias, politico e antifascista spagnolo (Langreo, n. 1912 - L'Haÿ-les-Roses, † 2005)
- Ignacio Milam Tang, politico equatoguineano (Evinayong, n. 1940)
- Ignacio Walker, politico cileno (Santiago del Cile, n. 1956)

## Psichiatri(1)
- Ignacio Matte Blanco, psichiatra e psicoanalista cileno (Santiago del Cile, n. 1908 - Roma, † 1995)

## Rapper(1)
- Nach, rapper spagnolo (Albacete, n. 1974)

## Registi(2)
- Nacho Cerdà, regista e sceneggiatore spagnolo (Barcellona, n. 1969)
- Ignacio F. Iquino, regista, sceneggiatore e produttore cinematografico spagnolo (Valls, n. 1910 - Barcellona, † 1994)

## Rivoluzionari(1)
- Ignacio López Rayón, rivoluzionario messicano (Tlalpujahua, n. 1773 - Città del Messico, † 1832)

## Rugbisti a 15(1)
- Ignacio Corleto, ex rugbista a 15 argentino (Buenos Aires, n. 1978)

## Sceneggiatori(2)
- Ignacio Martínez de Pisón, sceneggiatore, giornalista e scrittore spagnolo (Saragozza, n. 1960)
- Nacho Vigalondo, sceneggiatore, attore e regista spagnolo (Cabezón de la Sal, n. 1977)

## Schermidori(2)
- Ignacio Canto, schermidore spagnolo (n. 1981)
- Ignacio González, ex schermidore cubano (n. 1970)

## Scrittori(4)
- Ignacio Agustí Peypoch, scrittore e giornalista spagnolo (Lliçà de Vall, n. 1913 - Barcellona, † 1974)
- Ignacio García-Valiño, scrittore spagnolo (Saragozza, n. 1968 - Marbella, † 2014)
- Ignacio Padilla, scrittore, saggista e diplomatico messicano (Città del Messico, n. 1968 - Santiago de Querétaro, † 2016)
- Ignacio Ramonet, scrittore e giornalista spagnolo (Redondela, n. 1943)

## Toreri(1)
- Ignacio Sánchez Mejías, torero spagnolo (Siviglia, n. 1891 - Madrid, † 1934)

## Vescovi cattolici(5)
- Ignacio de Alba y Hernández, vescovo cattolico messicano (San Juan de los Lagos, n. 1890 - Guadalajara, † 1978)
- Ignacio Carrasco de Paula, vescovo cattolico spagnolo (Barcellona, n. 1937)
- Ignacio Gogorza Izaguirre, vescovo cattolico spagnolo (Azkoitia, n. 1936)
- Ignacio Noguer Carmona, vescovo cattolico spagnolo (Siviglia, n. 1931 - Huelva, † 2019)
- Ignacio de la Cerda, vescovo cattolico spagnolo (Santiago del Cile, n. 1622 - Rieti, † 1702)

## Senza attività specificata(1)
- Ignacio Fernández Rouyet, allenatore di rugby a 15 e ex rugbista a 15 argentino (Buenos Aires, n. 1978)